# Coscinia cribraria
Coscinia cribraria és una espècie de lepidòpter ditrisi de la família dels erèbids (Erebidae), subfamília Arctiinae.

## Distribució
Es troba a Europa excepte en les àrees de més al nord; també al nord-oest d'Àfrica, el Kazakhstan, Sibèria, Mongòlia i al nord-oest i nord-est de la Xina.

## Biologia
Fa 30-35 mm d'envergadura alar. Els adults volen de juliol a agost, depenent de la ubicació.
Les larves s'alimenten de diverses plantes herbàcies, incloent Festuca, Calluna vulgaris i Plantago lanceolata.

## Galeria

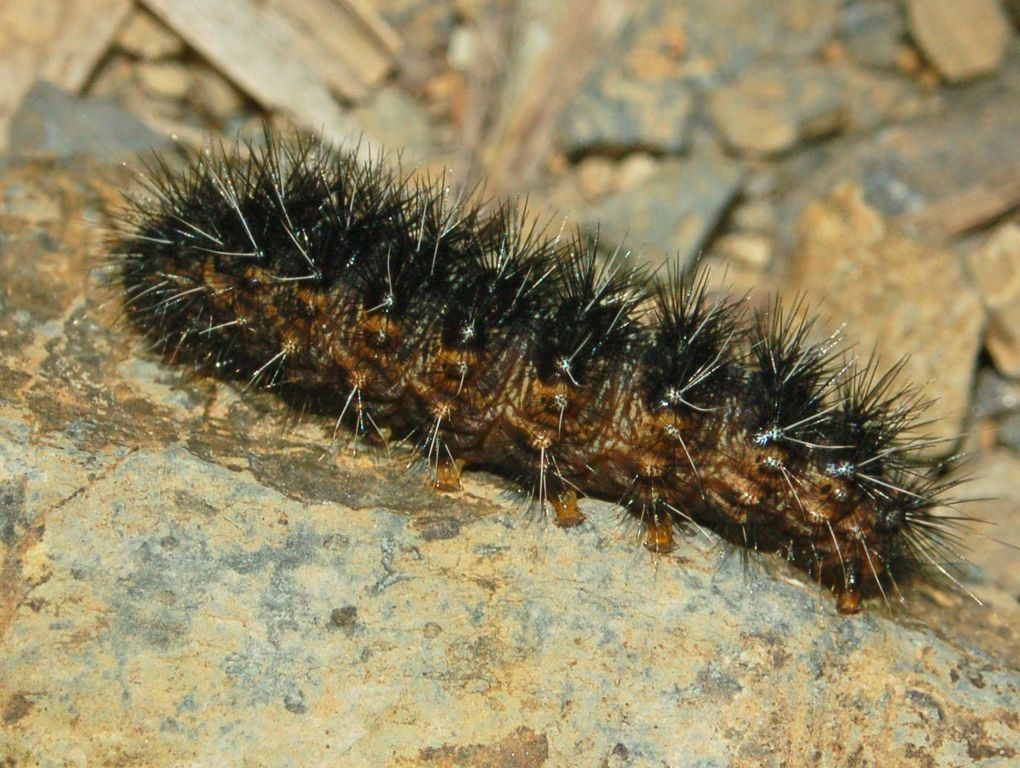
Coscinia cribraria larva
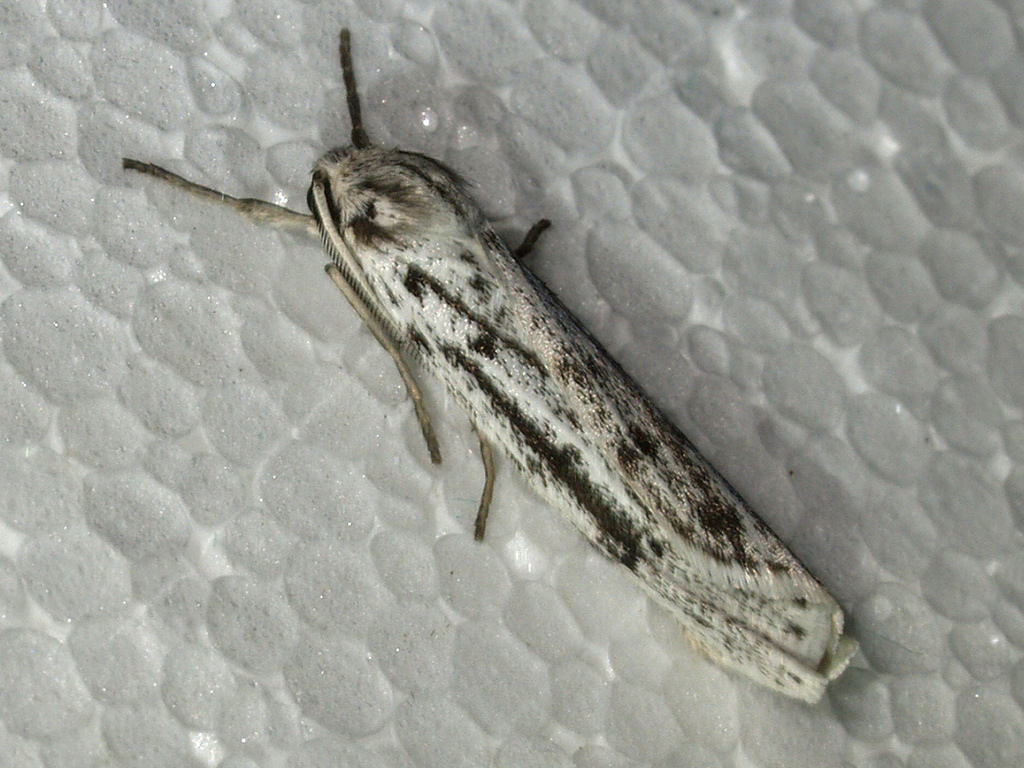
Coscinia cribraria
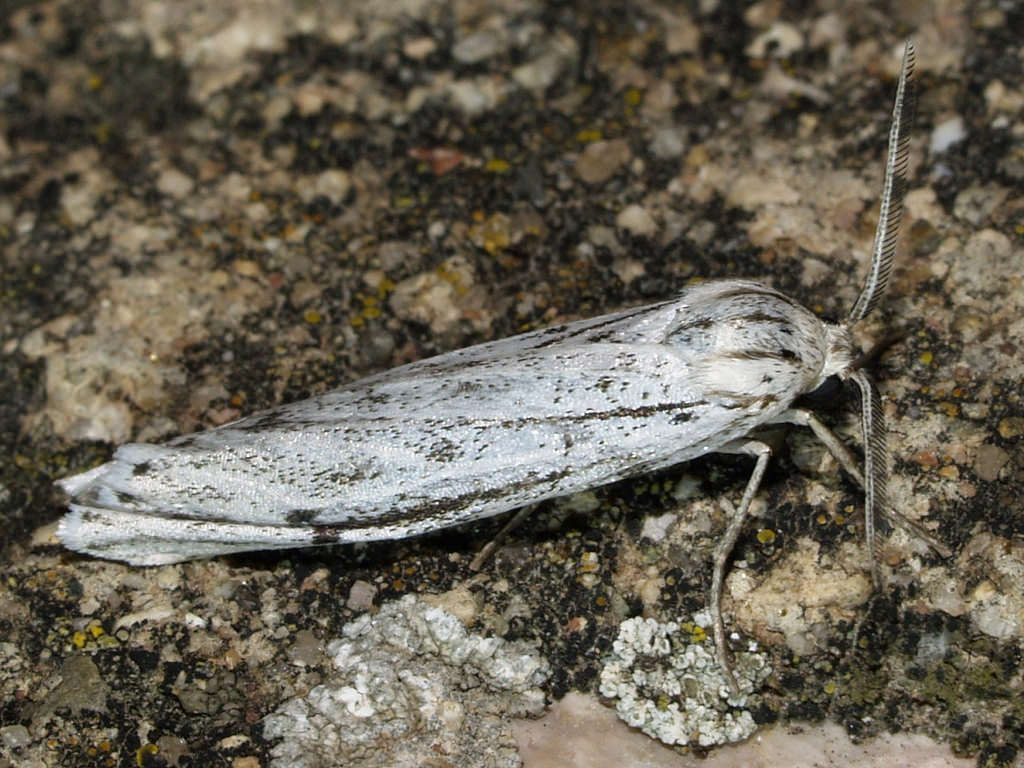
Coscinia cribraria
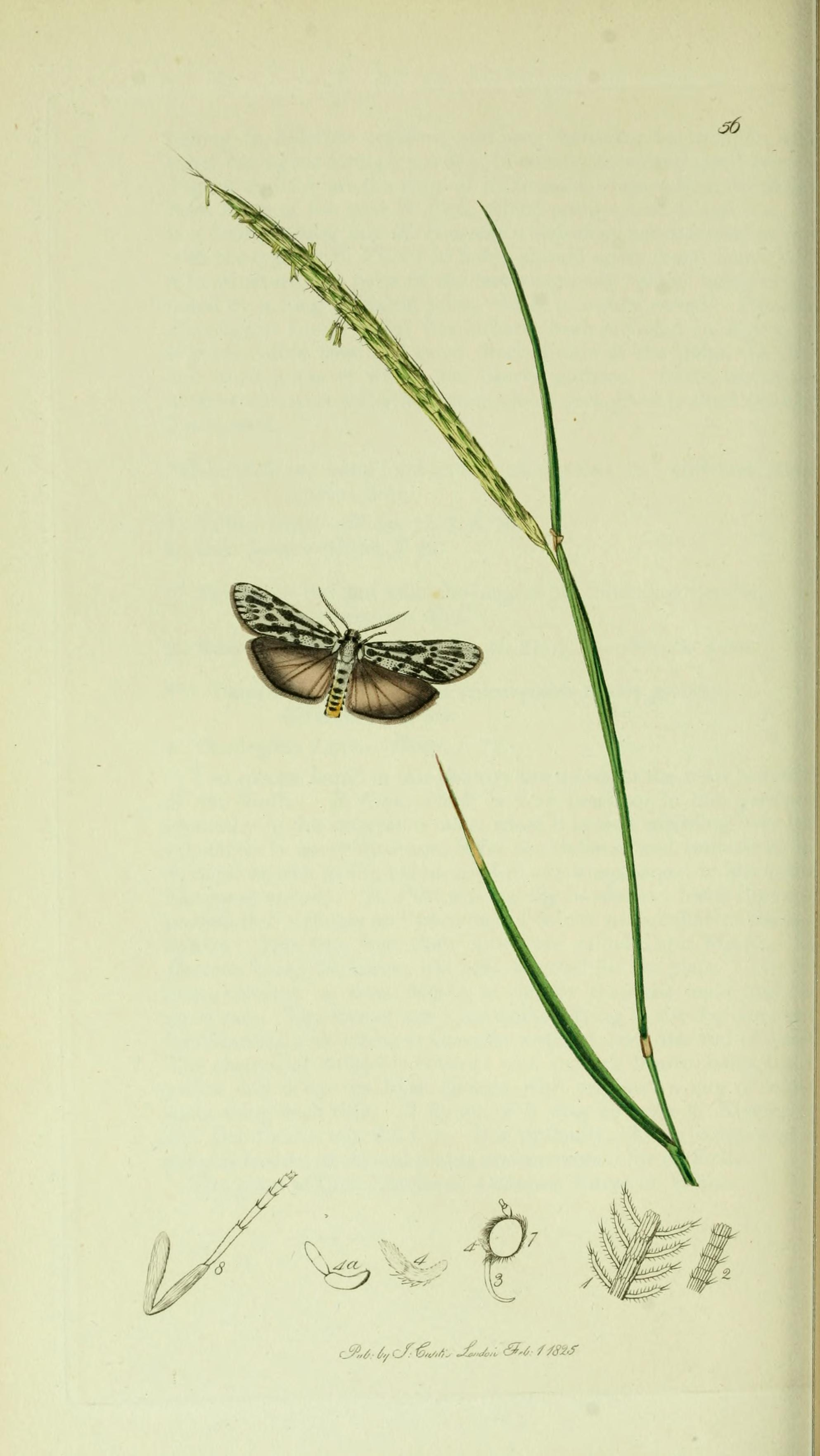
Il·lustració del volum 5 d'Entomologia britànica de John Curtis